# Adalbert Deșu
Adalbert Deșu, född den 24 mars 1909, död den 6 juni 1937, var en rumänsk fotbollsspelare. Han dog 1937 av lunginflammation.

## Klubbkarriär
Adalbert Deșu började sin karriär i hemorten Gătaia, men flyttade sedan till den närliggande staden Reșița för spel i UD Reșița. Han spelade där i två år, men då han hade svårt att komma överens med klubbens ordförande flyttade han 1930 vidare till Timișoara för spel i Banatul Timișoara. 1933 avslutade han karriären på grund av lunginflammation.

## Landslagskarriär
Deșu debuterade för det rumänska landslaget i en vänskapsmatch mot Bulgarien 1929 där han gjorde ett mål. Han blev uttagen till den rumänska VM-truppen till VM 1930 i Uruguay. Han spelade i Rumäniens båda gruppspelsmatcher mot Peru och Uruguay och han gjorde ett mål i matchen mot Peru och blev då Rumäniens förste målskytt i VM. Han slutade spela i landslaget efter VM.